# Constantin-Marie-Louis-Léon de Bouthillier-Chavigny
Pour l’article homonyme, voir Bouthillier.
Constantin-Marie-Louis-Léon, marquis de Bouthillier-Chavigny (16 juin 1774 à Paris - 5 octobre 1829 à Paris), est un militaire, administrateur et homme politique français.

## Biographie
Fils de Charles-Léon de Bouthillier-Chavigny, Constantin de Bouthillier était nommé, en 1790, capitaine dans le régiment du Roi-Infanterie, à la demande de la reine, pour le récompenser d'avoir réprimé, au prix de son sang, une révolte dans un régiment durant l'Affaire de Nancy. Il donna sa démission en 1791, suivit son père dans l'émigration, servit dans l'armée des princes et atteint le grade de colonel dans l'armée de Condé.
Rentré en France après le 18 brumaire, il fut nommé par le gouvernement de Bonaparte auditeur au Conseil d'État en 1810, maire d'Autouillet dans les Yvelines, sous-préfet d'Alba dans le département annexé de Stura (actuelle Italie) le 14 janvier 1811, et sous-préfet de Minden dans le département annexé de l'Ems-Supérieur (actuelle Allemagne) à la fin de la même année.
Louis XVIII l'appela, à son retour, à la préfecture du Var, et lui donna la croix de la Légion d'honneur ; ayant voulu s'opposer par la force au retour de l'île d'Elbe, il fut enfermé au fort Lamalgue, à Toulon, avec sa famille, pendant les Cent-Jours. Délivré au retour de Gand, il fut nommé en juillet 1815 préfet de la Meurthe, et le 12 août suivant, préfet du Bas-Rhin. Il fut destitué de ce dernier poste par une ordonnance du 5 septembre 1819.

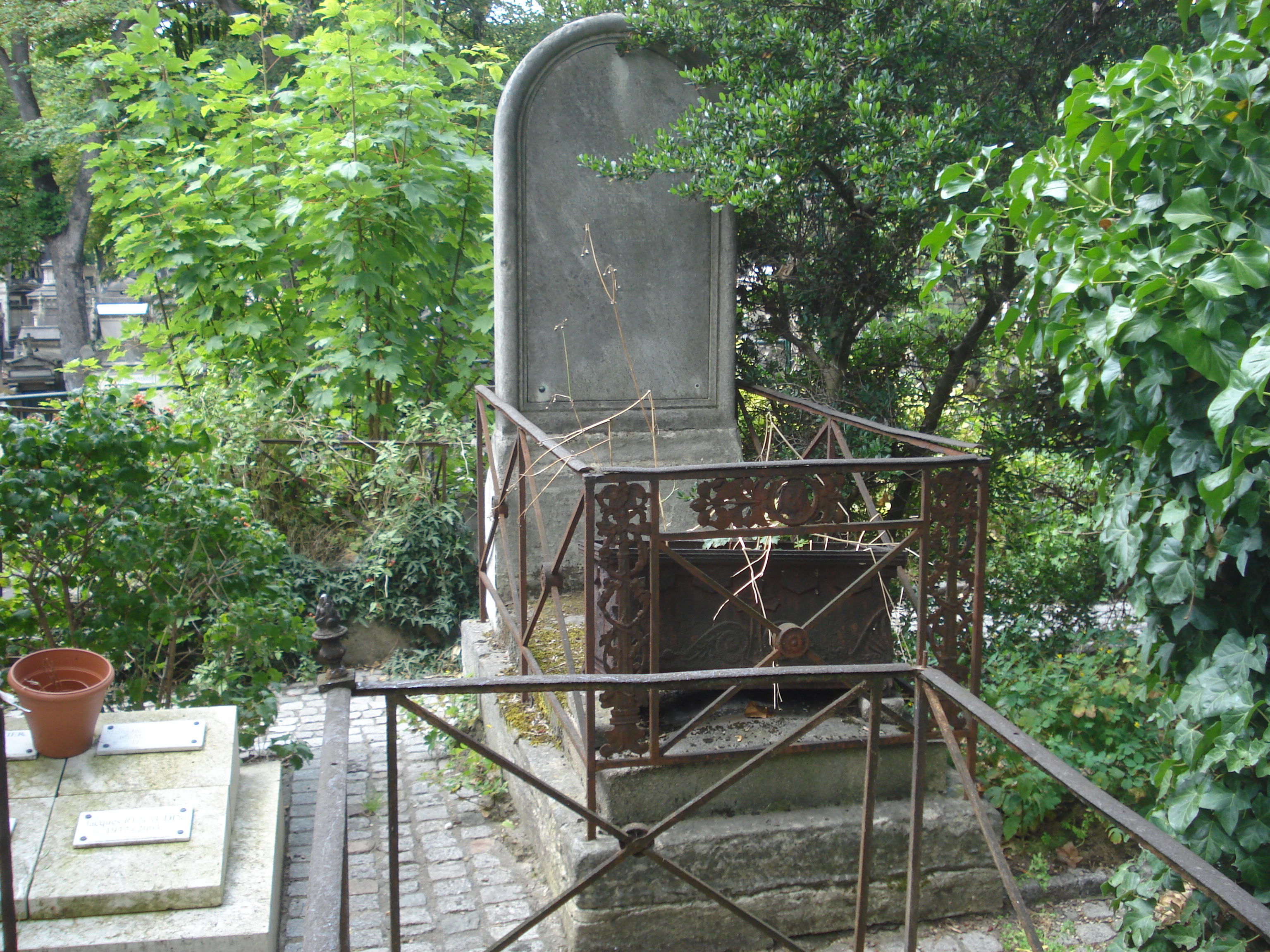
Sépultture de Constantin-Marie-Louis-Léon de Bouthillier au cimetière de Montmartre

Le 13 novembre 1820, le collège de département de Seine-et-Oise l'élut député, et lui renouvela le 10 octobre 1821 et le 6 mars 1824. Il siégea à l'extrême droite, et mit au service de la cause ultra-royaliste ses talents et sa réelle compétence d'administrateur.
Il fut nommé premier administrateur des Postes en 1822 et conseiller d'État.
Puis lors de la restauration de l'administration de forêts d'avril 1824 par Louis XVIII, il fut le premier directeur général des forêts. C'est dans ces fonctions qu'il décéda en octobre 1829 et que le comte Ferdinand de Bertier lui succéda. Avec la Révolution de juillet 1830, Charles Marcotte jusqu'alors administrateur des forêts remplaça le comte de Bertier évincé, et prit la direction des forêts en août 1830.
Il est le beau-frère de Charles Auguste du Bouëxic de Pinieux.

### Famille
Il épouse le 10 Février 1802, à Paris, Claude Nicole Constance du Bouëxic de Pinieux, de cette union naissent quatre enfants.
- Léontine, (1/11/1803 - 4/5/1881), épouse le 16 Décembre 1833 Léonce de Vétat de Chandoré.
- Charles-Léon, (24/7/1805 - 9/8/1880), succède à son père comme marquis de Bouthillier.
- Louis, (1815 - 3/4/1859).
- Joseph, (18/2/1818 - 9/12/1886), juge au tribunal de Paris[6].